# アドナン・ハスコヴィッチ
アドナン・ハスコヴィッチ（Adnan Hasković、1984年12月23日 - ）はボスニア・ヘルツェゴビナの首都サラエヴォ出身の俳優。

## 略歴
2003年からサラエヴォ大学の舞台芸術アカデミーで演技を学び、俳優で教授のイズディン・バイロヴィッチやアドミル・グラモチャクに師事する。その後、舞台でプロの俳優としてデビューすると、本国のテレビドラマや映画に出演するとともに活動の場を外国にも広げる。

## 主な出演作品
| 公開年 | 邦題 原題                        | 役名               | 備考                     |
| ------ | -------------------------------- | ------------------ | ------------------------ |
| 2012   | ある愛へと続く旅 Venuto al mondo | ゴイコ             | イタリア・スペイン合作   |
| 2013   | スノーピアサー Snowpiercer       | フランコ（若い方） | 韓国・米国・フランス合作 |